# Dubusia
Dubusia – rodzaj ptaków z podrodziny tanagr (Thraupinae) w obrębie rodziny tanagrowatych (Thraupidae).

## Rozmieszczenie geograficzne
Rodzaj obejmuje gatunki występujące w Ameryce Południowej.

## Morfologia
Długość ciała 15–22 cm, masa ciała 25–51,6 g.

## Systematyka

### Etymologia
- Dubusia: Bernard Aimé Léonard Vicomte Dubus de Ghisignies (1808–1874), belgijski polityk, mecenas nauk[5].
- Delothraupis: gr. δηλος dēlos ‘widoczny, wyraźny’; θραυπις thraupis ‘mały niezidentyfikowany ptak’, być może zięba. W ornitologii thraupis oznacza ptaka z rodziny tanagrowatych[6]. Gatunek typowy: Calliste castaneoventris P.L. Sclater, 1851.

### Podział systematyczny
Do rodzaju należą następujące gatunki:
- Dubusia carrikeri Wetmore, 1946 – andomodraszek żółtobrzuchy
- Dubusia taeniata (Boissonneau, 1840) – andomodraszek sędziwy
- Dubusia stictocephala von Berlepsch & Stolzmann, 1894 – andomodraszek plamkogłowy
- Dubusia castaneoventris (P.L. Sclater, 1851) – andomodraszek rdzawobrzuchy